# Oelwein
Oelwein is een plaats (city) in de Amerikaanse staat Iowa, en valt bestuurlijk gezien onder Fayette County.

## Demografie
Bij de volkstelling in 2000 werd het aantal inwoners vastgesteld op 6692. In 2006 is het aantal inwoners door het United States Census Bureau geschat op 6322, een daling van 370 (-5,5%). In 2010 was er een lichte stijging tot 6415 inwoners.

## Geografie
Volgens het United States Census Bureau beslaat de plaats een oppervlakte van 12,5 km², waarvan 12,4 km² land en 0,1 km² water. Oelwein ligt op ongeveer 307 m boven zeeniveau.

## Plaatsen in de nabije omgeving
De onderstaande figuur toont nabijgelegen plaatsen in een straal van 12 km rond Oelwein.

## Geboren in Oelwein
- Dick Wagner (1942-2014), gitarist en componist (Alice Cooper, Lou Reed, KISS)